# 10.Y.O. 〜 THE ANNIVERSARY COLLECTION〜
『10.Y.O. 〜 THE ANNIVERSARY COLLECTION〜』（テン・ワイ・オー ジ・アニバーサリー・コレクション）は、槇原敬之の6枚目のベスト・アルバム。2000年5月24日発売。発売元はワーナーミュージック・ジャパン。

## 解説
槇原のデビュー10周年を記念してワーナーミュージック・ジャパン時代のシングル全16曲を収録したCD2枚組のベストアルバム。15万枚の限定生産。発売時はまだ活動再開前だった。「NG」「ANSWER」「どんなときも。」の3曲はリミックスされた10.Y.O Version。DISC-2収録の「THE 10th ANNIVERSARY MEGA-MIX」はリミックスメドレー。

## 収録曲
作詞・作曲・編曲：槇原敬之（特記以外）

### DISC.1
1. NG（10.Y.O Version） 
  - 編曲：西平彰・槇原敬之
  - 1stシングル。
2. ANSWER（10.Y.O Version） 
  - 編曲：西平彰・槇原敬之
  - 2ndシングル。
3. どんなときも。（10.Y.O Version） 
  - 3rdシングル。
4. 冬がはじまるよ
  - 4thシングル。
5. もう恋なんてしない
  - 5thシングル。
6. 北風 〜君にとどきますように〜
  - 6thシングル。
7. 彼女の恋人
  - 7thシングル。
8. No.1
  - 8thシングル。
9. ズル休み
  - 9thシングル。
10. 雪に願いを
  - 10thシングル。
11. 2つの願い
  - 11thシングル。
12. SPY
  - 12thシングル。
13. SECRET HEAVEN
  - 作詞：ANDY GOLDMARK
  - 13thシングル。
14. COWBOY
  - 作詞：CHRIS FARREN
  - 14thシングル。
15. どうしようもない僕に天使が降りてきた
  - 15thシングル。
16. まだ生きてるよ
  - 16thシングル。

### DISC.2
1. THE 10th ANNIVERSARY MEGA-MIX

- メドレー形式のリミックス（SONIC GENERATIONによる）
- どんなときも。／僕の彼女はウェイトレス／DARLING／No.1／もう恋なんてしない／北風〜君にとどきますように〜／彼女の恋人／SPY／どうしようもない僕に天使が降りてきた／くもりガラスの夏